# Ориенталска белоочка
Ориенталска белоочка (Zosterops palpebrosus) е вид птица от семейство Белоочкови (Zosteropidae).

## Разпространение
Видът е разпространен в Афганистан, Бангладеш, Бутан, Виетнам, Индия, Индонезия, Иран, Камбоджа, Китай, Лаос, Малайзия, Мианмар, Непал, Пакистан, Тайланд и Шри Ланка.